# Vulkaan (motorfiets)
Vulkaan is een Nederlands historisch merk van motorfietsen, van de Vulkaan Motorrijwielfabriek van de Gebr. Fonck aan de Hofstraat 6 te Venray (1911-1916). Het was ooit een bekend Nederlands motormerk, dat eerst Zedel-motoren inbouwde, maar later ook eigen blokken maakte, waaronder een zijklepper met één cilinder van 298 cc.